# Berliner Mauerweg

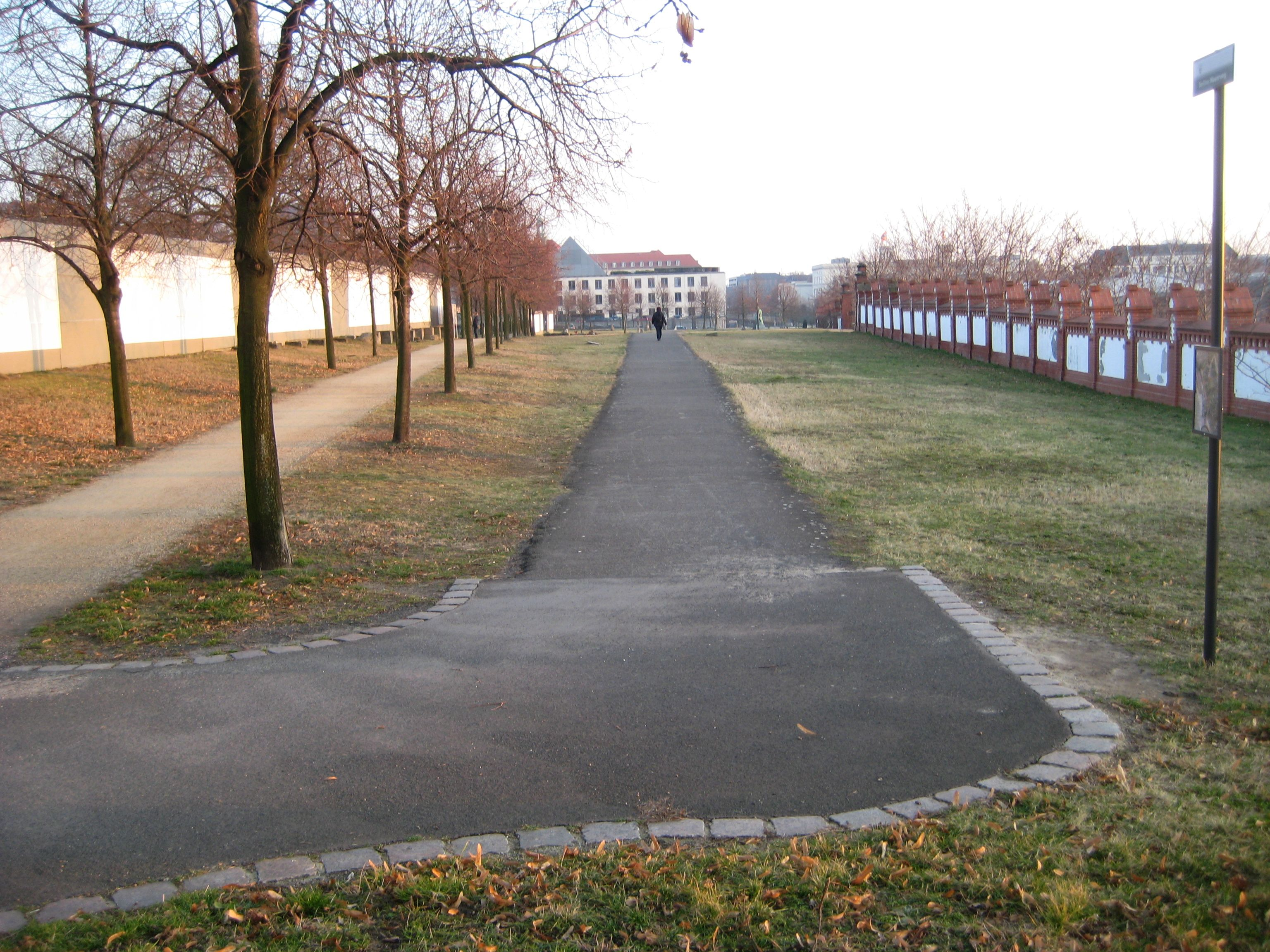
Berliner Mauerweg vid Invalidenfriedhof.

Berliner Mauerweg är en omkring 160 kilometer lång cykel- och vandringsled i Berlin och omgivande kommuner i Brandenburg. Leden följer den tidigare sträckningen för Berlinmuren, vid den dåvarande gränsen mellan Västberlin och Östtyskland. 

## Sträckning

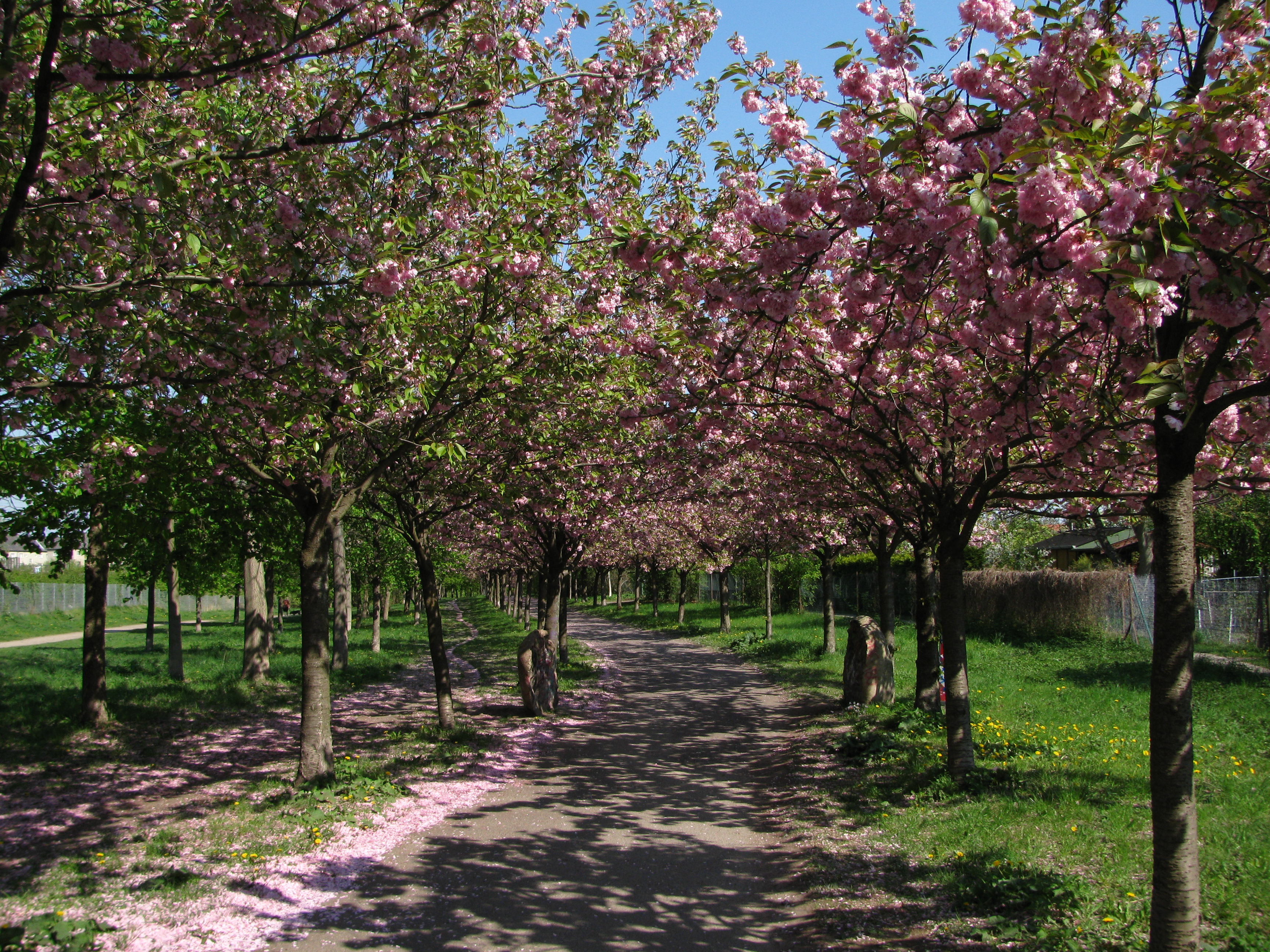
På flera ställen längs vägen, bland annat här vid Bornholmer Strasse, har körsbärsträd donerats och planterats med stöd av en japansk insamling.

Den tidigare patrullvägen för de östtyska gränstrupperna har idag längs stora delar av sträckan omvandlats till cykelväg. Av den 160 kilometer långa sträckan löper omkring 50 kilometer genom staden Berlins centrum, längs gränsen mot f.d. Östberlin, och passerar genom Mauerpark, längs Bernauer Strasse, över Invalidenfriedhof, förbi Brandenburger Tor, Potsdamer Platz och Checkpoint Charlie. En bredare nybyggd sträcka löper parallellt med motorvägen A113 och Teltowkanalen genom sydöstra Berlin. De återstående 110 kilometerna går längs Berlins nuvarande södra, västra och norra stadsgräns, huvudsakligen på förbundslandet Brandenburgs territorium, och passerar bland annat Berlins grannstäder Teltow, Potsdam, Falkensee, Hennigsdorf och Hohen Neuendorf.
I anslutning till cykelleden finns minnesmärken och informationspelare uppställda på alla kända platser där människor dödades vid flyktförsök, samt vid andra platser av särskilt intresse.

## Historia

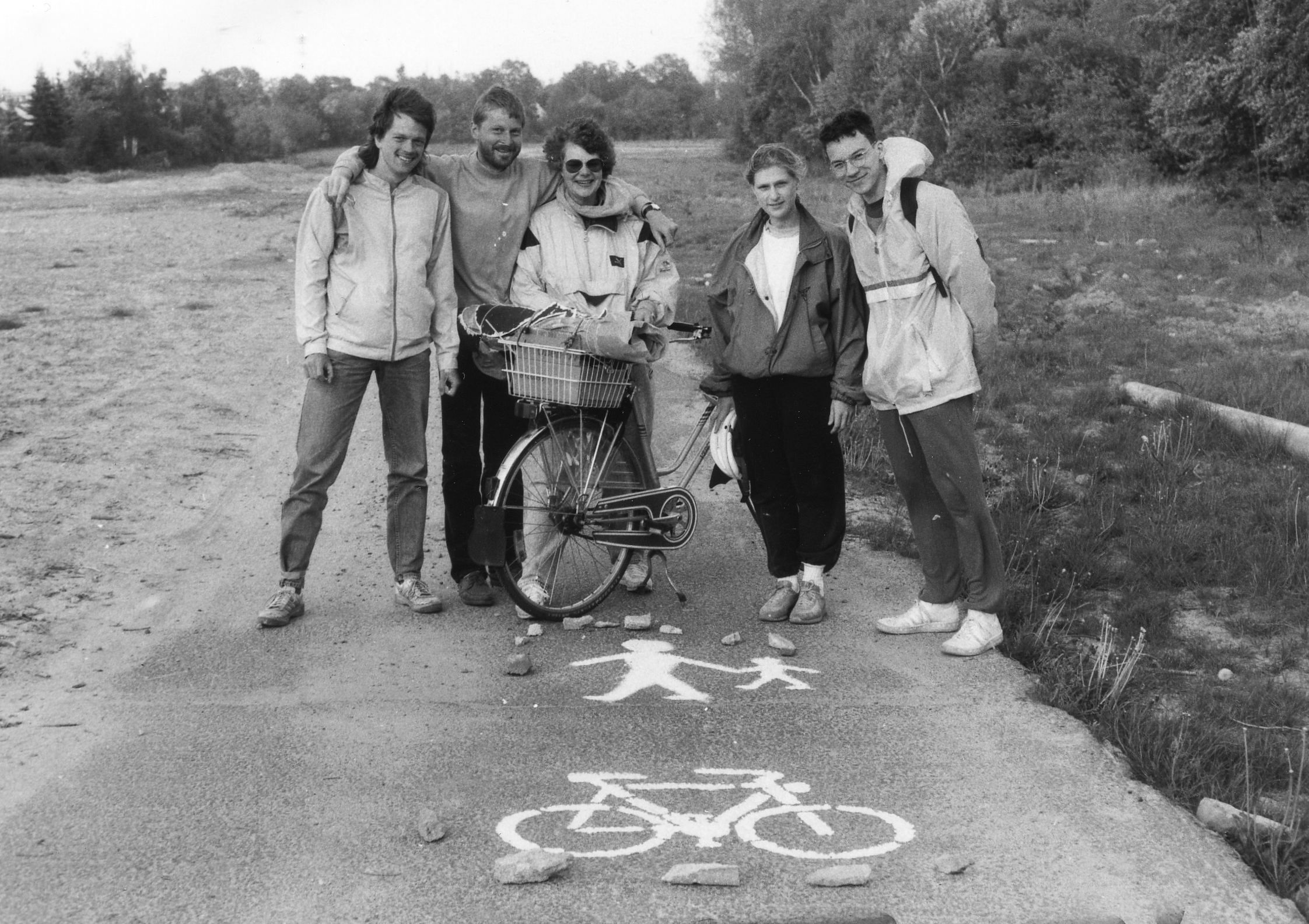
Aktivister målar cykel- och gångvägsmarkeringar på den tidigare patrullvägen 1991.

Cykelleden märktes ursprungligen ut kort efter murens fall i början av 1990-talet av aktivister från den Allmänna tyska cykelklubben, ADFC. I början av 2000-talet byggdes vissa delsträckor ut till cykelväg med offentliga medel, men fortfarande under 2000-talet pågår rättsliga konflikter mellan cyklister, myndigheter och markägare på flera platser längs muren, vilket lett till att cykelleden på vissa ställen gör kortare omvägar. Bland annat saknas möjlighet till passage av järnvägsspåren genom Lichtenrade, så att vägen här gör en längre omväg över stenbelagda gator.

## I film
Den brittiska regissören Cynthia Beatt och skådespelerskan Tilda Swinton skildrade en cykelresa längs Berlinmuren 1988 i kortfilmen Cycling the Frame. 2009 upprepade de resan i The Invisible Frame, som dokumenterar hur landskapet längs muren förändrats sedan Berlinmurens fall.